# Lengholz
Lengholz je naselje v Občini Kleblach-Lind v Okraju Špital ob Dravi  na Koroškem v Avstriji.